# البليدة (ابليدة)
البليدة هي إحدى مشيخات المملكة المغربية، تتبع جغرافيا لإقليم زاكورة وإداريًا لابليدة. يقدر عدد سكانها بـ 1806 نسمة حسب الإحصاء الرسمي للسكان والسكنى لسنة 2004.